# Латизана
Латизана (итал. Latisana) —  коммуна в Италии, располагается в регионе Фриули-Венеция-Джулия, в провинции Удине.
Население составляет 13448 человек (2008 г.), плотность населения составляет 318 чел./км². Занимает площадь 42 км². Почтовый индекс — 33053. Телефонный код — 0431.
Покровителем коммуны почитается святой Иоанн Креститель, празднование 24 июня.

## Демография
Динамика населения:

## Администрация коммуны
- Официальный сайт: http://www.comune.latisana.ud.it/